# Rally de Tierra Ciudad de Astorga de 2019
El Rally de Tierra Ciudad de Astorga de 2019 fue la tercera edición, la quinta cita de la temporada 2019 del Súper Campeonato de España de Rally y la sexta del Campeonato de España de Rally de Tierra. Se celebró del 28 al 29 de junio y contó con un itinerario de ocho tramos que sumaban un total de 101 km cronometrados. En esta edición la escudería ATK consiguió su objetivo de introducir la prueba en el calendario del Campeonato de España de Rally de Tierra y además también formó parte del recién creado Súper Campeonato de España de Rally. Esto hizo que la lista de inscritos superara los sesenta equipos y de nuevo contó con equipos extranjeros, esta vez con el qatarí Abdulaziz Al-Kuwari, el italiano Alfredo Dedo y el portugués Diogo Salvi.
Xavi Pons se adjudicó la victoria en Astorga, la tercera en el S-CER y la quinta en el CERT, manteniéndose invicto en todas las citas sobre tierra de ambos certámenes hasta ese momento. Pepe López fue segundo lo que le permitió mantenerse líder del Súper Campeonato de España. Škoda Fabia R5 que marcó dos scratch con su Škoda Fabia R5 completó el podio.

## Itinerario
| Día   | Tramo | Nombre | Distancia | Hora  | Ganador         | Tiempo | Líder       |
| ----- | ----- | ------ | --------- | ----- | --------------- | ------ | ----------- |
| Día 1 | TC1   | A1     | 14.45 km  | 08:25 | Xavier Pons     | 7:58.0 | Xavier Pons |
| Día 1 | TC2   | B1     | 13.57 km  | 09:06 | Xavier Pons     | 7:32.9 | Xavier Pons |
| Día 1 | TC3   | A2     | 14.45 km  | 11:07 | Pepe López      | 7:44.3 | Xavier Pons |
| Día 1 | TC4   | B2     | 13.57 km  | 11:48 | Xavier Pons     | 7:21.5 | Xavier Pons |
| Día 1 | TC5   | A3     | 14.45 km  | 14:59 | Xavier Pons     | 7:40.5 | Xavier Pons |
| Día 1 | TC6   | C1     | 14.99 km  | 15:27 | Javier Pardo    | 8:01.5 | Xavier Pons |
| Día 1 | TC7   | C3     | 14.99 km  | 17:31 | Javier Pardo    | 7:50.8 | Xavier Pons |
| Día 1 | TC8   | X      | 0.55 km   | 18:38 | Surhayen Pernía | 0:26.4 | Xavier Pons |

## Clasificación final
| Pos. | Piloto               | Copiloto                   | Automóvil      | Tiempo    | Diferencia |
| ---- | -------------------- | -------------------------- | -------------- | --------- | ---------- |
| 1.   | Xavier Pons          | Rodrigo Sanjuan de Eusebio | Škoda Fabia R5 | 54:55.5   | 0.0        |
| 2.   | Pepe López           | Borja Rozada               | Citroën C3 R5  | 55:15.2   | +19.7      |
| 3.   | Javier Pardo         | Adrián Pérez               | Škoda Fabia R5 | 55:27.4   | +31.9      |
| 4.   | Alexander Villanueva | José A. Pintor             | Škoda Fabia R5 | 57:16.6   | +2:21.1    |
| 5.   | Surhayen Pernía      | Alba Sánchez               | Hyundai i20 R5 | 59:02.3   | +4:06.8    |
| 6.   | Abdulaziz Al-Kuwari  | Marshall Clarke            | Škoda Fabia R5 | 59:06.3   | +4:10.8    |
| 7.   | Alfredo Tamés        | Borja Teja                 | Ford Fiesta N5 | 59:41.8   | +4:46.3    |
| 8.   | Eduard Pons          | Alberto Chamorro           | Škoda Fabia R5 | 59:49.0   | +4:53.5    |
| 9.   | Juan Carlos Quintana | Rogelio Peñate             | Citroën DS3 N5 | 59:58.5   | +5:03.0    |
| 10.  | Diogo Salvi          | Hugo Magalhães             | Škoda Fabia R5 | 1:00:04.3 | +5:08.8    |